# Artur Górczyński

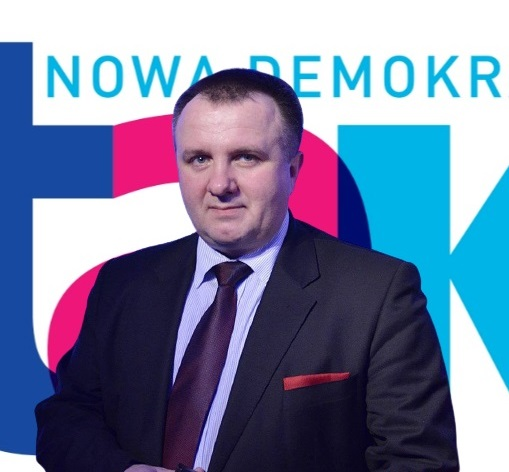
Artur Górczyński (2021)

Artur Robert Górczyński (* 23. Dezember 1972 in Pińczów) ist ein polnischer Politiker (Ruch Palikota, PSL, SLD, Nowa Demokracja). Er gehörte von 2011 bis 2015 dem Sejm in dessen VII. Wahlperiode an.

## Leben und Beruf
1997 beendete Artur Górczyński seine Ausbildung zum Sozialarbeiter an der Berufsschule in Katowice mit Auszeichnung. Anschließend absolvierte er ein Aufbaustudium zu Häusliche Gewalt in Warschau. Und arbeitet als Sozialarbeiter in Katowice. Er war zudem Vorsitzender der Vereinigung „Poker to nie hazard“.
Artur Górczyński ist verheiratet und hat zwei Kinder.

## Politik
Zur Ruch Poparcia Palikota, einer Vorgängerorganisation der Ruch Palikota, kam er im Oktober 2010. Im Juni 2011 wurde er Parteivorsitzender in Bielsko-Biała. Bei den Parlamentswahlen 2011 trat er für die Ruch Palikota im Wahlkreis 27 Bielsko-Biała an. Mit 9.890 Stimmen erhielt er ein Mandat für den Sejm. Bei der Europawahl 2014 kandidierte er für die nun Twój Ruch (TR) genannte Partei, die jedoch mit 3,6 % der Stimmen an der 5-%-Hürde scheiterte. Im September 2014 verließ er gemeinsam mit anderen Abgeordneten die TR und beteiligte sich an der Gründung der parlamentarischen Gruppe Bezpieczeństwo i Gospodarka, deren stellvertretender Vorsitzender er wurde. Im Dezember 2014 wechselte er mit einigen Mitgliedern der Gruppe zur Polskie Stronnictwo Ludowe. Im April 2015 schloss er sich dann der Sojusz Lewicy Demokratycznej (SLD) an. Bei der Parlamentswahl 2015 kandidierte er für die SLD auf der Liste des Wahlbündnisses Zjednoczona Lewica, das aber mit 7,5 % der Stimmen an der für Wahlbündnisse geltenden 8-%-Hürde scheiterte. 2020 schloss er sich der Nowa Demokracja an, deren stellvertretender Vorsitzender er bis 2023 war.